# Characidium lanei
Characidium lanei är en fiskart som beskrevs av Travassos, 1967. Characidium lanei ingår i släktet Characidium och familjen Crenuchidae. IUCN kategoriserar arten globalt som livskraftig. Inga underarter finns listade i Catalogue of Life.